# Tatyana Roshchina
Pour les articles homonymes, voir Rochtchina.
Tatyana Roshchina (en russe : Татьяна Александровна Родионова, Tatiana Aleksandrovna Rochtchina), née le 23 juin 1941 à Moscou, est une joueuse soviétique de volley-ball. Avec l'équipe d'URSS de volley-ball féminin, elle remporte la médaille d'argent aux Jeux olympiques d'été de 1964.